# Чкаловський автобусний завод

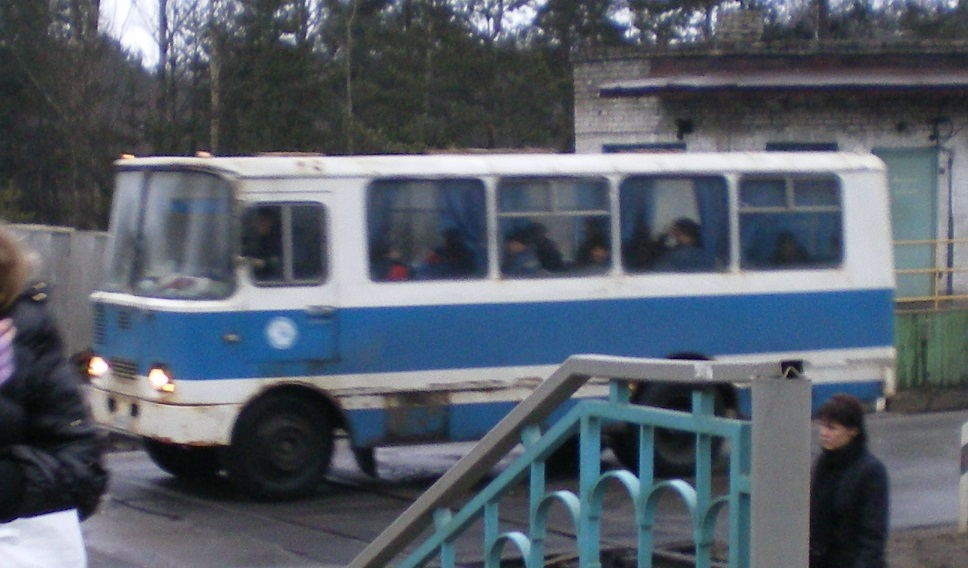
Автобус Джерело-3230 в селі Кузьмолове

«Чкаловський автобусний завод» (ЧАЗ) — підприємство з виробництва автобусів малого класу місткості марки «Таджикистан» в Бустоні, Таджикистан.
У закритому місті Чкаловськ («Ленінабад-30») Таджицької РСР з 1953 рік діяв авторемонтний завод для потреб Міністерства Середнього Машинобудування, що займався атомною енергетикою. в тому числі першою в країні розробкою родовища уранових руд на Комбінаті № 6 в Ленінабадської області Таджикистану.
У 1960 рік на підприємстві було організовано власне виробництво автобусів і воно стало автобусним заводом. Надійні та невибагливі автобуси, що випускаються заводом, працювали як вахтові та на інших підприємствах Мінсередмашу, у тому числі в закритому місті «Красноярськ-26», нині Желєзногорськ (Красноярський край), та на підприємствах інших галузей. Крім автобусів, на заводі з 1961 рік також випускалися причепи та напівпричепи, а також цистерни на них і кузова фургонів.
Автобуси ЧАЗ мали та мають вагонне компонування. Для них використовувалися шасі заводу ГАЗ. Перша модель заводу «Таджикистан-1» з дерев'яним каркасом була створена на шасі ГАЗ-51 і базі автобуса малосерійного Каунаського автобусного заводу і випускалася, зазнавши ряд модифікацій, до 1976 рік року.
З 1970 рік одночасно став випускатися розроблений на заводі суцільнометалевий автобус Таджикистан-2 на шасі ГАЗ-53А.
Наприкінці 1970-х років невеликими партіями були випущені експериментальні автобуси «Таджикистан-3» і «Таджикистан-4» на шасі ЗІЛ-130.
За ними виникнула нова модель «Таджикистан-5» з новим кузовом на шасі ЗІЛ-130. В автобусі встановлено 25 місць для сидіння, загальна кількість місць — 42. Після модернізацій випускався під індексами Таджикистан-3205 та ЧАЗ-3223.
На рубежі 1980-х та 1990-х роках на заводі планувався випуск розроблених у Львові автобусів малого класу Таджикистан-4209 на шасі ЗІЛ-4333 та автобусів середнього класу на шасі ЗІЛ-4331 (у Чкаловську почали будівництво одного автобуса мод. 42091, але його так і не зібрали). Опанувати виробництво до розпаду СРСР не вдалося.
Після розпаду СРСР на заводі було створено спільне підприємство «Худжанд-ЗІЛ», яке продовжило в невеликих кількостях випуск незначно модернізованих автобусів під назвою ЧАЗ-3223, в тому числі замовних партій вантажопасажирських, підвищеної комфортності, броньованих, рефрижераторних, ритуальних та інших модифікацій. У 1995 році виробництво цих автобусів (кілька змінених і отримали назву Родник-3230) було також організовано в Росії, в місті Родники. Крім того, у 1993 році також на шасі ЗІЛ було випущено партію автобусів ЧАЗ-3220. Виробництво планувалося розпочати до 1995 року, ЗІЛ мав постачати шасі, але проєкт у результаті був заморожений.